# Matteo Dams
Matteo Dams (Brasschaat, 9 marzo 2004) è un calciatore belga, difensore dell'Al-Ahli.

## Carriera
Dams è cresciuto nel settore giovanile del PSV ed ha debuttato con la squadra riserve il 21 gennaio 2022 giocando i minuti finali dell'incontro di Eerste Divisie vinto 3-0 contro l'Excelsior. Divenuto titolare nel 2023, il 10 ottobre ha segnato il suo primo gol contro il MVV.
Ha debuttato con la prima squadra il 4 agosto in Johan Cruijff Schaal contro il Feyenoord.
Il 29 gennaio 2025 passa agli arabi dell'Al-Ahli per 9 milioni di euro firmando un contratto valido fino al 2029.

## Statistiche

### Presenze e reti nei club
Statistiche aggiornate al 31 gennaio 2025.
| Stagione        | Squadra         | Campionato      | Campionato | Campionato | Coppe nazionali | Coppe nazionali | Coppe nazionali | Coppe continentali | Coppe continentali | Coppe continentali | Altre coppe | Altre coppe | Altre coppe | Totale | Totale | Totale |
| Stagione        | Squadra         | Comp            | Pres       | Reti       | Comp            | Pres            | Reti            | Comp               | Pres               | Reti               | Comp        | Pres        | Reti        | Pres   | Reti   |        |
| --------------- | --------------- | --------------- | ---------- | ---------- | --------------- | --------------- | --------------- | ------------------ | ------------------ | ------------------ | ----------- | ----------- | ----------- | ------ | ------ | ------ |
| 2021-2022       | Jong PSV        | 1D              | 1          | 0          | -               | -               | -               | -                  | -                  | -                  | -           | -           | -           | 1      | 0      |        |
| 2022-2023       | Jong PSV        | 1D              | 12         | 0          | -               | -               | -               | -                  | -                  | -                  | -           | -           | -           | 12     | 0      |        |
| 2023-2024       | Jong PSV        | 1D              | 32         | 1          | -               | -               | -               | -                  | -                  | -                  | -           | -           | -           | 32     | 1      |        |
| 2024-2025       | Jong PSV        | 1D              | 3          | 0          | -               | -               | -               | -                  | -                  | -                  | -           | -           | -           | 2      | 0      |        |
| Totale Jong PSV | Totale Jong PSV | Totale Jong PSV | 47         | 1          |                 | 0               | 0               |                    | 0                  | 0                  |             | 0           | 0           | 47     | 1      |        |
| 2024-gen. 2025  | PSV             | ED              | 15         | 0          | CO              | 2               | 0               | UCL                | 6                  | 0                  | SO          | 1           | 0           | 24     | 0      |        |
| gen.-giu. 2025  | Al-Ahli         | SPL             | 1          | 0          | KC              | 0               | 0               | ACL                | 0                  | 0                  | -           | -           | -           | 1      | 0      |        |
| Totale carriera | Totale carriera | Totale carriera | 64         | 1          |                 | 2               | 0               |                    | 6                  | 0                  |             | 1           | 0           | 73     | 1      |        |

## Palmarès

### Club

#### Competizioni internazionali
- AFC Champions League Elite: 1

Al-Ahli: 2024-2025